# Inamura Júna
Inamura Júna (japánul: 稲村優奈, Kagosima prefektúra, 1982. július 11. –) japán színész és szeijú.
Kagosima prefektúrában született, Tokió Nakano kerületében nőtt fel. Magassága 156 centiméter, vércsoportja A. Három lánytestvére van.

## Fordítás
- Ez a szócikk részben vagy egészben  a(z)   稲村優奈 című japán Wikipédia-szócikk ezen változatának fordításán alapul.  Az eredeti cikk szerkesztőit annak laptörténete sorolja fel. Ez a jelzés csupán a megfogalmazás eredetét és a szerzői jogokat jelzi, nem szolgál a cikkben szereplő információk forrásmegjelöléseként.